# Orquestra Filarmônica de Minas Gerais

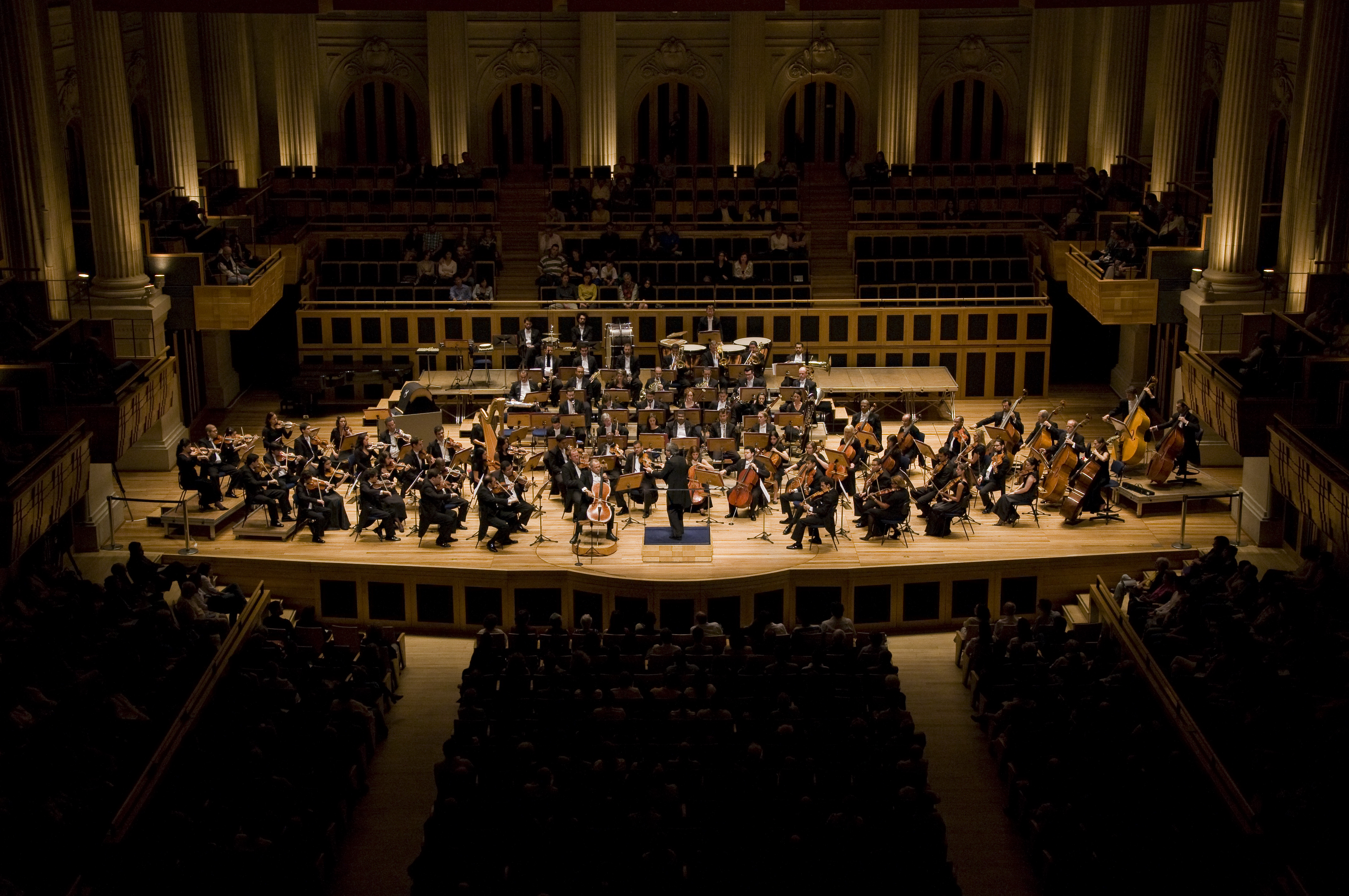
Concerto da Orquestra Filarmônica de Minas Gerais na Sala São Paulo (2010)

A Orquestra Filarmônica de Minas Gerais é um grupo sinfônico criado em 2008, em Belo Horizonte, capital do estado de Minas Gerais, Brasil. Seu Diretor Artístico e Regente Titular é o maestro Fabio Mechetti e o Regente Assistente é o maestro José Soares.

## História
Em 21 de fevereiro de 2008, a Orquestra Filarmônica de Minas Gerais fazia sua estreia oficial no palco do Grande Teatro do Palácio das Artes. O programa apresentado incluía o Hino Nacional Brasileiro, seguido pela Sinfonia nº 9, op. 125, "Coral" de Beethoven, ambas sobre regência do maestro Fabio Mechetti. Fundada por iniciativa do Governo de Minas Gerais, a Filarmônica foi criada com o intuito de inserir o Estado nos circuitos nacional e internacional da música clássica. O grupo é composto por cerca de 90 instrumentistas vindos de Minas, de outras tantas partes do Brasil e do mundo.
Em 2010, recebeu o Prêmio da Associação Paulista de Críticos de Artes (APCA) como melhor grupo erudito nacional. Em duas edições, 2009 e 2010, a Orquestra foi indicada ao Prêmio Carlos Gomes como melhor orquestra brasileira. O maestro Fabio Mechetti recebeu o Prêmio Carlos Gomes como melhor regente brasileiro de 2008 por seu trabalho com a Filarmônica.
Em 2015, a Orquestra passou a se apresentar na Sala Minas Gerais, espaço projetado especialmente para a música de sinfônica.

## Temporadas
As apresentações da Orquestra acontecem na Sala Minas Gerais, além de concertos ao ar livre em Belo Horizonte e em outras cidades do interior do estado. Desde sua primeira temporada, a Filarmônica se apresenta regularmente nos principais eventos de música clássica do país, como Festival Internacional de Inverno de Campos do Jordão, Festival Internacional de Música Colonial Brasileira e Música Antiga e Rio Folle Journée. Em turnês, esteve em 45 cidades mineiras e em São Paulo, Rio de Janeiro, Brasília, Goiânia, Campos do Jordão, Salvador, João Pessoa, Recife, Natal, Fortaleza, Belém, Manaus, Vitória, Porto Alegre, Florianópolis, Curitiba, Londrina e Paulínia.
Na Sala São Paulo, a Filarmônica de Minas se apresentou nas temporadas 2009, 2010 e 2013. Em agosto de 2011, a Orquestra fez sua estreia nos teatros municipais do Rio de Janeiro e São Paulo, e em 2012, realizou a sua primeira turnê internacional percorrendo cidades da Argentina e do Uruguai, quando apresentou-se acompanhada pelo violoncelista Antonio Meneses no Teatro Colón em Buenos Aires por duas vezes, no Teatro Solís em Montevidéu, no Teatro Astengo em Rosário e no Teatro del Libertador General San Martín em Córdoba.
Em sua programação, a Filarmônica de Minas apresenta ao público as obras essenciais do repertório sinfônico e criações contemporâneas, sempre com convidados de destaque no cenário erudito nacional e internacional. Entre os artistas que já se apresentaram com a Filarmônica de Minas Gerais estão Nelson Freire, Arnaldo Cohen, Antonio Meneses, Eliane Coelho, Augustin Hadelich, Yang Liu, Maximiano Valdés, Daniel Binelli, Fabio Zanon, Adriane Queiroz, Vadim Gluzman, Pascal Rogé, Joshua Bell, Isaac Karabtchevsky, Sergei Nakariakov, Alisa Weilerstein e Lilya Zilberstein. Na Temporada 2012, dividiram o palco com a Orquestra nomes como Leon Fleisher, Kazuyoshi Akiyama e Krzysztof Penderecki, e talentos em ascensão, a exemplo de Conrad Tao e Paulo Szot. Em 2013, a Filarmônica recebeu Vladimir Feltsman, José Feghali, Chloë Hanslip, Philippe Quint, Ray Chen, John Neschling e Daniel Müller-Schott.

## Sala Minas Gerais
Em fevereiro de 2015 foi inaugurada a Sala Minas Gerais, sede da Orquestra Filarmônica de Minas Gerais. Sua construção havia sido anunciada em agosto de 2011 e a construção começara em 2013. O prédio, com área total construída de 32.464 m² está localizado no Barro Preto, em Belo Horizonte, na confluência das ruas Tenente Brito Melo, Gonçalves Dias, Alvarenga Peixoto e Uberaba. O espaço abriga uma sala de concerto com tratamento acústico e capacidade para mais de 1,4 mil pessoas, além de salas de ensaio menores, estúdios de gravação, cafés e escritórios.
A Sala Minas Gerais faz parte do complexo denominado Estação da Cultura Presidente Itamar Franco, que abriga as sedes da Rádio Inconfidência e da Rede Minas.

## Instituto Cultural Filarmônica
A Orquestra Filarmônica de Minas Gerais é administrada pelo Instituto Cultural Filarmônica, entidade privada sem fins lucrativos que possui o título de Oscip (Organização da Sociedade Civil de Interesse Público) e é parceira do Governo de Minas Gerais neste projeto. A estruturação e manutenção da Filarmônica de Minas Gerais é viabilizada por um termo de parceria firmado pelo Instituto com a Secretaria de Cultura do Estado de Minas Gerais.
A Filarmônica de Minas pode receber tanto recursos públicos como da iniciativa privada, através das leis de incentivo à cultura ou de doações. Desde seu primeiro ano de atividades, a Orquestra tem como principal financiador o Governo de Minas Gerais, sendo o leque de apoiadores e patrocinadores ampliado a cada temporada.
Em 2009 o Instituto Cultural Filarmônica foi qualificado pelo Programa de Certificação em Boa Gestão das Oscips Mineiras, promovido pela Secretaria de Planejamento do Estado de Minas Gerais em parceria com a FIA-USP. Como instituição que recebe financiamento público, o Instituto passa por auditorias periódicas, tanto advindas de auditorias contábeis independentes contratados pelo próprio Instituto, quanto pela Controladoria Geral do Estado de Minas Gerais, que realiza anualmente auditoria gerencial e operacional. Sem periodicidade determinada, o Tribunal de Contas do Estado de Minas Gerais analisa as contas do Instituto.

## Concertos
Em 2023 a Orquestra Filarmônica de Minas Gerais fez um concerto em comemoração aos 75 anos do compositor Ronaldo Miranda interpretando a obra Horizontes de 1992. A orquestra vai gravar uma série de obras do autor, lançadas na coleção Música do Brasil, do selo Naxos. A regência é do diretor artístico Fabio Mechetti.

## Discografia
- Ronaldo Miranda: Piano Concerto; Concertino; Horizontes; Variacoes Temporais [6] (2025) - Filarmônica de Minas Gerais, Eduardo Monteiro ao piano - Selo Naxos.